# Kopalnia łupków Kérantal
Kopalnia łupków Kérantal – kopalnia łupków otwarta w 1921 roku. W 2014 roku została wpisana do rejestru zabytków dziedzictwa architektonicznego.

## Lokalizacja
Kopalnia zlokalizowana jest w Kérantal, w miejscowości Plévin, w departamencie Côtes-d’Armor, w regionie Bretania.

## Historia
W 1921 roku Pierre Henry otworzył kopalnię łupków w Kérantal. Zatrudnił 19 górników. Wykonano szyb o głębokości 40 metrów i komorę w ścianie zachodniej. Po kilku miesiącach pracy zawaliła się galeria komory, zabijając górnika Hamona. Porzucono szyb, wykonując nowy o głębokości 58 metrów. W 1924 roku powstaje trzeci szyb o głębokości 35 metrów. Następuje wzmożona eksploatacja złóż. Do firmy dołączają syn i zięć Pierre'a Henry'ego. Zatrudnienie wzrasta do 35 osób. Kopalnię połączono z elektrownią Bronolo (właściciel Pierre Henry), umożliwiło to zainstalowanie lamp w szybie i używanie wyciągarki. W 1927 roku eksploatowano dwa szyby. Jeden z nich osiągnął głębokość 110 metrów. W 1928 roku zamknięto drugi szyb. W 1937 roku działa tylko trzeci, zachodni szyb (dwa inne, zamknięte wcześniej zalano wodą). W 1937 roku doszło do osunięcia się ziemi, początkowo górnicy próbowali kontynuować wydobycie, w 1938 roku musieli jednak opuścić szyb. Wydobycie łupków zakończono definitywnie 30 czerwca 1939 roku, oficjalnie z powodu wyczerpania się łupków.
Na terenie kopalni wybudowano tory, które umożliwiły transport wydobytych skał do budynków w których wytwarzano łupki.
Produkowany tu łupek był najwyższej jakości, obecnie nie zachowały się żadne widoczne odwierty. Na leśnej drodze znajdują się liczne odpady łupkowe i wyrobiska na zboczu wzgórza.